# Kazar (przedsiębiorstwo)
Kazar Group Sp. z o.o. – przedsiębiorstwo założone w 1996, marka Kazar funkcjonowała na rynku już od 1990 roku. Przedsiębiorstwo prowadzi sprzedaż detaliczną obuwia i galanterii skórzanej w sieci salonów Kazar, w galeriach handlowych w całej Polsce. W 2013 roku firma otworzyła pierwszy zagraniczny salon Kazar w Bukareszcie.

## Historia
- 1996 – utworzenie spółki cywilnej Kazar Footwear S.C., przez wspólników: Zbigniewa Inglot, Zdzisławę Inglot, Krzysztofa Kassan, Artura Kazienko, Dariusza Łyszczka.
- 1998 – zmiana w składzie wspólników spółki cywilnej. Ze spółki odchodzą wspólnicy: Zdzisława Inglot, Zbigniew Inglot, Dariusz Łyszczek, Krzysztof Kassan. Do spółki przystępuje nowy wspólnik Edward Rogóż.
- 2001 – przekształcenie spółki cywilnej w spółkę jawną. Rejestracja spółki Kazar Footwear A. Kazienko Spółka Jawna w Rejestrze Przedsiębiorców (Nr KRS 0000011054).
- 2001 – następuje zmiana wspólników spółki. Ze spółki odchodzi Edward Rogóż, do spółki przystępuje Andrzej Cozac.
- 2002 – przekształcenie spółki jawnej w spółkę z ograniczoną odpowiedzialnością. Rejestracja Kazar Footwear spółka z ograniczoną odpowiedzialnością w Rejestrze Przedsiębiorców (Nr KRS 0000132965).
- 2004 – utworzenie spółki 2 Trade Sp. z o.o. odpowiedzialnej za rozwijanie krajowej sieci salonów franczyzowych marki Kazar. Udziałowcami zostają: Kazar Footwear Sp. z o.o oraz Tomasz Kisiel. Rejestracja w Rejestrze Przedsiębiorców (Nr KRS 0000223760).
- 2008 – zawarcie umowy sprzedaży udziałów spółki 2 Trade Sp. z o.o. należących Tomasza Kisiela na rzecz Kazar Footwear Sp. z o.o.
- 2009 – wydanie przez Sąd postanowienia o połączeniu spółek Kazar Footwear Sp. z o.o. (jako przejmującej) z 2 Trade Sp. z o.o. (jako przejmowanej).